# Curtitoma hinae
Curtitoma hinae é uma espécie de gastrópode do gênero Curtitoma, pertencente a família Mangeliidae.